# Дзини, Даниэла
Даниэ́ла Дзи́ни (итал. Daniela Zini; род. 30 мая 1959, Ливиньо) — итальянская горнолыжница, специалистка по слалому и гигантскому слалому. Представляла сборную Италии по горнолыжному спорту в 1978—1986 годах, бронзовая призёрка чемпионата мира, победительница двух этапов Кубка мира, шестикратная чемпионка итальянского национального первенства, участница двух зимних Олимпийских игр.

## Биография
Даниэла Дзини родилась 30 мая 1959 года в коммуне Ливиньо, Ломбардия. Проходила подготовку в Милане в местном одноимённом клубе CUS Milano. Специализировалась прежде всего на техничных дисциплинах, таких как слалом и гигантский слалом.
В 1978 году вошла в основной состав итальянской национальной сборной и выступила на чемпионате мира в Гармиш-Партенкирхене, где показала одиннадцатый результат в слаломе и заняла 34 место в гигантском слаломе. Год спустя дебютировала в Кубке мира и на нескольких этапах сумела попасть в десятку сильнейших.
Благодаря череде удачных выступлений удостоилась права защищать честь страны на зимних Олимпийских играх 1980 года в Лейк-Плэсиде — в слаломе по сумме двух попыток стала седьмой, тогда как в гигантском слаломе не финишировала и не показала никакого результата. В том же сезоне впервые одержала победу на этапе Кубка мира, выиграв состязания по слалому в чехословацком Високе-Татри.
В 1982 году побывала на мировом первенстве в Шладминге, откуда привезла награду бронзового достоинства, выигранную в слаломе — пропустила вперёд только швейцарку Эрику Хесс и американку Кристин Купер.
Будучи студенткой, отправилась представлять страну на зимней Универсиаде 1983 года в Софии. В слаломе и гигантском слаломе обошла всех своих соперниц, завоевав в этих дисциплинах золотые медали.
В 1984 году добавила в послужной список ещё одну золотую медаль Кубка мира, добытую в слаломе на домашнем этапе в Лимоне-Пьемонте. Находясь в числе лидеров горнолыжной команды Италии, благополучно прошла отбор на Олимпийские игры в Сараево — на сей раз стала девятой в слаломе и заняла 25 место в гигантском слаломе.
В 1985 году выступила на домашней Универсиаде в Беллуно, где стала серебряной призёркой в слаломе, уступив лидерство представительнице Испании Бланке Фернандес Очоа.
Впоследствии оставалась действующей спортсменкой вплоть до 1986 года и всё это время входила в основной состав итальянской национальной сборной. В течение своей спортивной карьеры Дзини в общей сложности 11 раз поднималась на подиум Кубка мира, в том числе два этапа выиграла. Ей так и не удалось завоевать Хрустальный глобус, но в одном из сезонов она была третьей в итоговом зачёте слалома. Наивысшая позиция в общем зачёте всех дисциплин — девятое место. Является, помимо всего прочего, шестикратной чемпионкой Италии в различных горнолыжных дисциплинах.